# Здравко Велимировић
Здравко Велимировић (Цетиње, 11. октобар 1930 — Београд, 7. фебруар 2005) био је југословенски и српски филмски, телевизијски, радио и позоришни редитељ, сценариста и професор филмске режије и члан Академије наука и уметности Црне Горе.

## Биографија
Здравко Велимировић је рођен 11. октобра 1930. године у Цетињу а гимназију је завршио у Котору. Филмску и позоришну режију је дипломирао на Академији за позориште, филм, радио и телевизију у Београду 1954. године и филмску режију на Високој филмској школи у Паризу 1957. године. Био је редовни професор филмске режије и декан на Факултету драмских уметности у Београду од 1985. до 1986. године и ванредни професор на Универзитету у Монтреалу 1990. године. Режирао је документарне, телевизијске и радио драме, као и осам играних филмова за шта је добио више од двадесет награда и признања, међу којима је Повеља за видан допринос светској кинематографији 2001. године Савеза филмских стваралаца Руске Федерације. Његови филмови су представљали југословенску кинематографију на многим интернационалним филмским фестивалима.
Умро је у Београду 7. фебруара 2005. године.
О њему је Томислав Гаврић написао монографију „Здравко Велимировић: Живот и филм“.

## Режија
| Год.  | Назив                              | Жанр         | Награда                                               |
| ----- | ---------------------------------- | ------------ | ----------------------------------------------------- |
| 1954. | Човјек и вода                      | документарни |                                                       |
| 1958. | Зубља граховачка                   | документарни | Тринаестојулска награда                               |
| 1959. | У спомен славне морнарице          | документарни |                                                       |
| 1959. | Ноктурно за Котор                  | документарни |                                                       |
| 1959. | Између два краља                   | документарни |                                                       |
| 1959. | За данас, за сјутра                | документарни |                                                       |
| 1960. | За Дјердапску брану                | документарни |                                                       |
| 1960. | Дан четрнаести                     | драма        |                                                       |
| 1961. | Твој рођендан                      | кратки       |                                                       |
| 1963. | Невољите на покојниот К. К         | кратки       |                                                       |
| 1963. | Четврта страна                     | документарни |                                                       |
| 1964. | Раде, син Томов                    | документарни |                                                       |
| 1965. | Проверено нема мина                | ратни        |                                                       |
| 1965. | Лукс атерна                        | документарни |                                                       |
| 1966. | Екселенција                        | документарни | Награда ЦИДАЛЦ и специјална диплома у Москви          |
| 1967. | Шпанија наше младости              | документарни | награда у Лајпцигу                                    |
| 1968. | Скендербег                         | документарни |                                                       |
| 1968. | А, то сте ви!                      | документарни |                                                       |
| 1968. | Лелејска гора                      | ратни        | Тринаестојулска награда                               |
| 1968. | Први пешачки пролази               | документарни |                                                       |
| 1969. | Тајна вечера                       | документарни |                                                       |
| 1970. | Срушени град                       | документарни |                                                       |
| 1970. | Острог                             | документарни |                                                       |
| 1971. | Умир крви                          | документарни |                                                       |
| 1971. | Море, сунце и...                   | документарни |                                                       |
| 1971. | У здравом телу здрав дух           | документарни |                                                       |
| 1972. | Тито - врховни командант           | документарни |                                                       |
| 1972. | Погибија                           | кратки       |                                                       |
| 1972. | Доказ                              | документарни |                                                       |
| 1974. | Дервиш и смрт                      | драма        | Велика сребрна арена за филм и Златна арена за режију |
| 1976. | Врхови Зеленгоре                   | драма        | Златна арена за сценарио                              |
| 1977. | Поданици древног култа             | документарни |                                                       |
| 1977. | Дервиши                            | документарни |                                                       |
| 1978. | Двобој за јужну пругу              | ратни        |                                                       |
| 1979. | Мост                               | кратки       |                                                       |
| 1980. | Веселник                           | документарни |                                                       |
| 1981. | Градско саобраћајно Београд        | документарни |                                                       |
| 1981. | Доротеј                            | ратни        |                                                       |
| 1983. | Кад ти као личност нестајеш        | документарни |                                                       |
| 1984. | Српска академија наука и уметности | документарни |                                                       |
| 1985. | Време леопарда                     | драма        |                                                       |
| 1987. | Како сачувати град                 | документарни |                                                       |
| 1992. | Узвишење                           | документарни |                                                       |